# شلدون (تگزاس)
شلدون، تگزاس(به انگلیسی: Sheldon, Texas) شهری در ایالت تگزاس از ایالات جنوبی ایالات متحده آمریکا است. در سرشماری سال ۲۰۰۰، جمعیت این شهر ۱۸۳۱ نفر اعلام شد.